# Idaville (Indiana)
Idaville es un lugar designado por el censo ubicado en el condado de White en el estado estadounidense de Indiana. En el Censo de 2010 tenía una población de 461 habitantes y una densidad poblacional de 30,5 personas por km².

## Geografía
Idaville se encuentra ubicado en las coordenadas 40°45′32″N 86°39′2″O / 40.75889, -86.65056. Según la Oficina del Censo de los Estados Unidos, Idaville tiene una superficie total de 15.12 km², de la cual 15.12 km² corresponden a tierra firme y (0%) 0 km² es agua.

## Demografía
Según el censo de 2010, había 461 personas residiendo en Idaville. La densidad de población era de 30,5 hab./km². De los 461 habitantes, Idaville estaba compuesto por el 98.7% blancos, el 0.22% eran afroamericanos, el 0% eran amerindios, el 0% eran asiáticos, el 0% eran isleños del Pacífico, el 0% eran de otras razas y el 1.08% pertenecían a dos o más razas. Del total de la población el 4.77% eran hispanos o latinos de cualquier raza.